# 副长深成岩

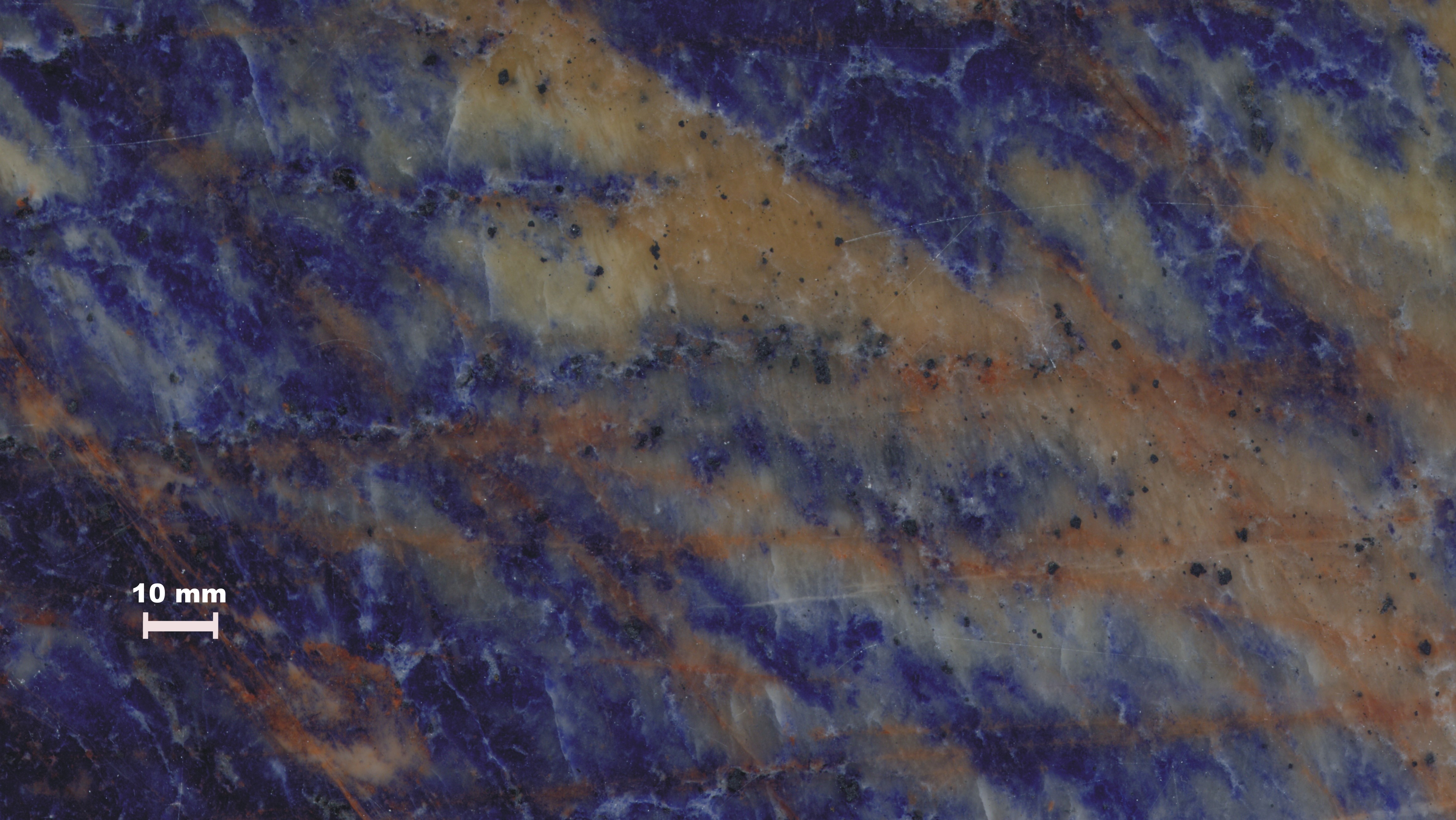
副长深成岩，標本地點： 納米比亞

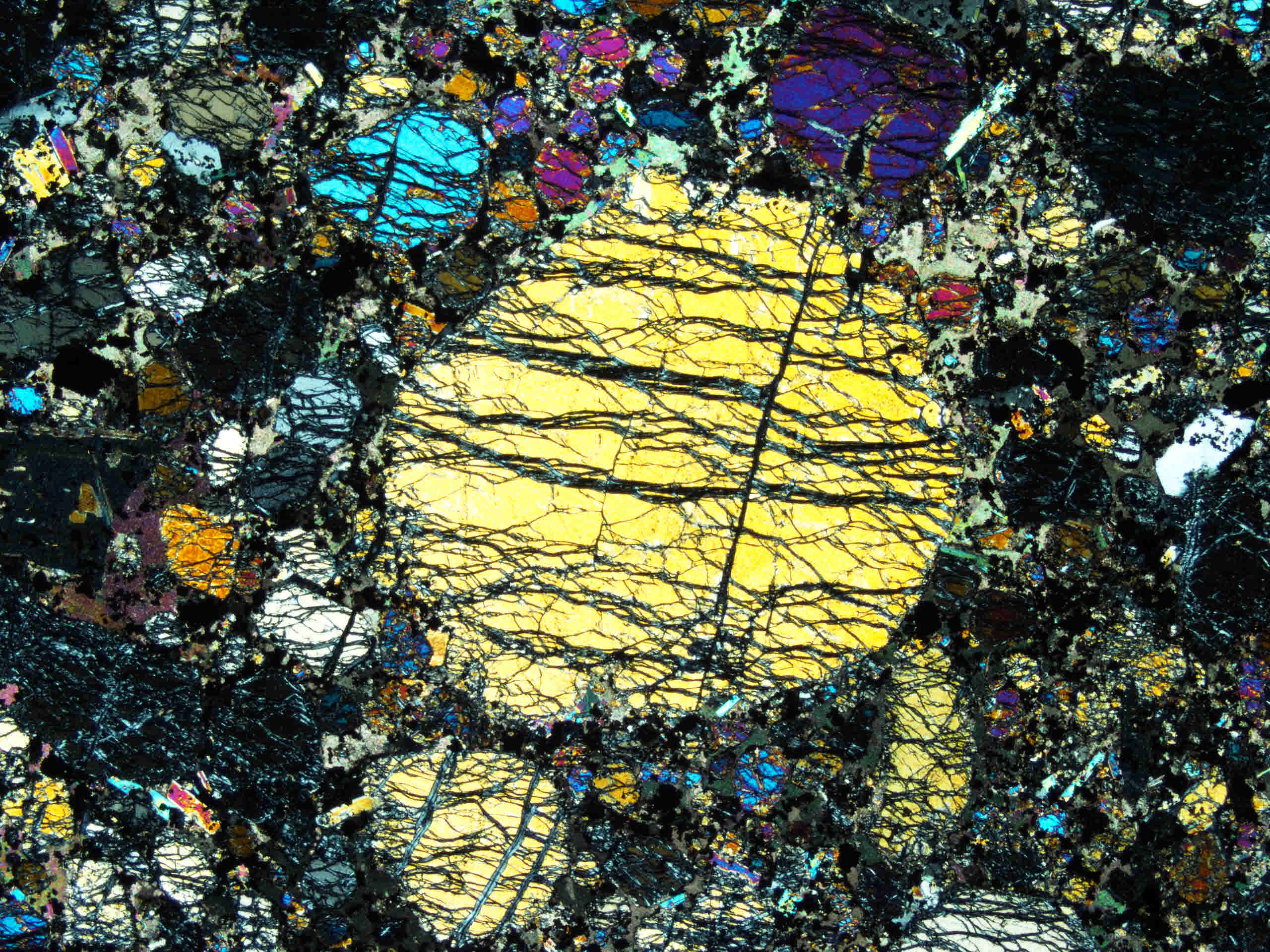
偏光顯微鏡下的副长深成岩薄片。黃色是鈉輝石顆粒，周圍環繞著細顆粒

副长深成岩（英語：Foidolite）是一種罕見的顯晶質（粗粒）侵入火成岩，也是主要鋁礦之一。其中按體積計有超過60%的淺色礦物是似長石 。 其他包括鹼性長石、斜長石、黑雲母、角閃石、輝石和/或橄欖石等。 其等同的火山岩是似长石岩（foidite）， 响岩質似长石岩或碱玄岩質似长石岩。